# Кашкайська мова
Кашкайська мова — одна з тюркських мов. Поширена на півдні Ірану в остані Фарс. Згідно з ВРЕ і НРМ, кашкайська мова є діалектом азербайджанської. Територіально кашкайці відірвані від азербайджанців і їхній діалект уже кілька століть розвивається самостійно, тому іноді лінгвісти говорять про самостійну кашкайську мову (див. також Проблема «мова чи діалект»).
Використовує арабську абетку. Число носіїв — близько 950 тис.
Мова використовується переважно в побуті. Практично всі кашкайці володіють перською як другою мовою.